# Niezawodny system
Niezawodny system – polski film obyczajowy z 2008 roku.
Zdjęcia do filmu rozpoczęły się 28 sierpnia 2007. Plenery: Warszawa.

## Główne role
- Alina Janowska – Maria
- Wojciech Siemion – Leon
- Szymon Bobrowski – Julian
- Katarzyna Cynke – młoda Maria
- Piotr Fronczewski – ojciec Marii
- Władysław Kowalski – antykwariusz
- Sławomir Orzechowski – Albin Gąsiorek
- Olga Frycz – służąca

## W pozostałych rolach
- Ludwika Najbauer − Lusia
- Ewa Kwiatkowska − matka Lusi
- Anna Majcher − żona Albina
- Olga Rembowska − dziewczyna ze skrzypcami
- Mateusz Znaniecki − chłopak z dywanem
- Bronisław Wrocławski − lekarz
- Ksawery Szlenkier − Witold, narzeczony Marii
- Łukasz Simlat − komornik

## Fabuła
Bohaterką jest starsza pani, która chce odzyskać bezcenny naszyjnik grając w kasynie w ruletkę. Opracowała pewien niezawodny system, który ma w tym pomóc. Jej poczynania zwracają uwagę Juliana, młodego hazardzisty.